# Pegnitztal Ost
Das Naturschutzgebiet Pegnitztal Ost liegt in der kreisfreien Stadt Nürnberg.
Es erstreckt sich östlich der Kernstadt Nürnberg zwischen der A 3 im Osten und dem Wöhrder See im Westen entlang der am nördlichen Rand fließenden Pegnitz. Südlich des Gebietes verläuft die St 2241 und nördlich die B 14.

## Bedeutung
Das 221 ha große Gebiet mit der Nr. NSG-00758.01 wurde im Jahr 2018 unter Naturschutz gestellt. Es handelt sich um einen naturnahen „Abschnitt des Pegnitztales mit Sandmagerrasen, Extensivgrünland, Au- und sonstigen Wäldern.“